# Leynar
Leynar (IPA: [ˈlɛiːnaɹ], danska: Lejnum) är en ort på Färöarna. Den ligger i Kvívíks kommun på huvudön Streymoys västkust. Ortens bebyggelse ligger utspridd på åsarna ovanför stranden Leynasandur, som är en populär badplats och rekreationsområde under sommaren. I dalen strax utanför Leynar ligger insjön Leynavatn som är en populär plats för fiske. Från Leynar går Vágatunnilin över till Vágar.
Leynar omnämndes första gången 1584.. Vid folkräkningen 2015 hade Leynar 102 invånare.

## Befolkningsutveckling
| Befolkningsutvecklingen i Leynar 1985–2015 | Befolkningsutvecklingen i Leynar 1985–2015 | Befolkningsutvecklingen i Leynar 1985–2015 | Befolkningsutvecklingen i Leynar 1985–2015 | Befolkningsutvecklingen i Leynar 1985–2015 |
| ------------------------------------------ | ------------------------------------------ | ------------------------------------------ | ------------------------------------------ | ------------------------------------------ |
|                                            |                                            |                                            |                                            |                                            |
| År                                         |                                            |                                            | Folkmängd                                  |                                            |
| 1985                                       | 1985                                       |                                            | 75                                         |                                            |
| 1990                                       | 1990                                       |                                            | 90                                         |                                            |
| 1995                                       | 1995                                       |                                            | 86                                         |                                            |
| 2000                                       | 2000                                       |                                            | 94                                         |                                            |
| 2005                                       | 2005                                       |                                            | 119                                        |                                            |
| 2010                                       | 2010                                       |                                            | 107                                        |                                            |
| 2015                                       | 2015                                       |                                            | 102                                        |                                            |
|                                            |                                            |                                            |                                            |                                            |

## Personligheter
- Sverri Egholm, skådespelare.